# In pectore
De Latijnse term in pectore (Nederlands: in het hart) wordt binnen de Rooms-katholieke Kerk gebruikt, wanneer een paus een kardinaalscreatie uitvoert, maar de naam van de nieuwe kardinaal (nog) niet wereldkundig maakt. Redenen voor het (nog) niet openbaar maken van de nieuwe kardinaal zijn meestal te vinden binnen de politieke sfeer:
- De veiligheid voor de benoemde persoon kan niet gegarandeerd worden (of is niet gegarandeerd), doordat het een aanstelling betreft in een gebied, waar men vijandig staat ten opzichte van het katholieke geloof.
- De veiligheid van inwoners van zijn aartsbisdom wordt bedreigd of kan worden bedreigd door de benoeming van een kerkelijk leider in dat gebied.

Kardinalen in pectore hebben niet dezelfde rechten als publiek gemaakte kardinalen. Zo kunnen zij niet deelnemen aan een conclaaf, tenzij hun naam alsnog vlak voor de dood van de paus bekendgemaakt wordt. De pausen Benedictus XIV, Gregorius XVI en Pius IX werden aanvankelijk als kardinalen in pectore benoemd.
Enkele perioden waarin benoemingen in pectore plaatsvonden waren o.a.
- tijdens de Franse Revolutie, 18e eeuw
- tijdens de Spaanse Burgeroorlog (1936-1939)
- tijdens de Koude Oorlog in Oost-Europa (2e helft 20e eeuw)

Onder paus Paulus VI werden 3 kardinalen in pectore benoemd:
| Kardinaal         | Land              | Creatie | Publicatie |
| ----------------- | ----------------- | ------- | ---------- |
| Stepán Trochta    | Tsjecho-Slowakije | 1969    | 1973       |
| Iuliu Hossu       | Roemenië          | 1969    | 1973       |
| František Tomášek | Tsjecho-Slowakije | 1976    | 1977       |

Onder paus Johannes Paulus II werden 4 kardinalen in pectore benoemd, waarvan er 3 publiekelijk bekend werden gemaakt:
| Kardinaal             | Land     | Creatie | Publicatie |
| --------------------- | -------- | ------- | ---------- |
| Ignatius Kung Pin-Mei | China    | 1979    | 1991       |
| Marian Jaworski       | Oekraïne | 1998    | 2001       |
| Jānis Pujāts          | Letland  | 1998    | 2001       |
| onbekend              | onbekend | 2003    | niet       |

## In petto
In het Italiaans is de uitdrukking in pectore geëvolueerd naar in petto, wat in het Nederlands overgenomen is in de uitdrukking "iets in petto hebben" (= een verrassing voorbereid hebben).